# Crasna
Crasna es una comuna ubicada en el distrito de Sălaj, Rumania.

## Superficie
Posee una superficie de 67,12 kilómetros cuadrados.

## Demografía
Hasta 2021 la población era de 6024 habitantes, con una densidad de población de 89,75 habitantes por kilómetro cuadrado.